# Наторі (крейсер)
Наторі (Natori, яп. 名取) — легкий крейсер Імперського флоту Японії, який брав участь у Другій світовій війні.
Корабель, який належав до крейсерів типу «Наґара», спорудили у 1922 році на верфі компанії Mitsubishi в Нагасакі.
31 січня 1941-го на борту Наторі, який перебував у Сайгоні (наразі Хошимін у В'єтнамі) підписали угоду про припинення вогню в короткостроковому тайсько-французькому конфлікті (скориставшись нещодавньою поразкою Франції, Сіам спробував встановити контроль над окремими територіями французьких колоніальних володінь в Індокитаї).
Станом на 1941 рік Наторі був флагманом 5-ї ескадри ескадрених міноносців та наприкінці листопада прибув з обома її дивізіями до Мако (важлива база ВМФ на Пескадорських островах у південній частині Тайванської протоки). Першою операцією, в якій Наторі діяв разом із шістьома есмінцями (ще два передали для охорони загону важких крейсерів), став супровід конвою з десантом до Апаррі на північному узбережжі острова Лусон (перед доставкою головних сил до затоки Лінгайєн японці висадили на Філіппінах цілий ряд допоміжних десантів). 7 грудня загін вийшов з Мако та вранці 10 грудня здійснив висадку, після чого американська авіація атакувала загін та змогла потопити тральщик. Наторі зазнав певних пошкоджень внаслідок близького вибуху та 11 грудня повернувся до Мако, де пройшов нетривалий аварійний ремонт.
Починаючи з 18 грудня 1941-го, Наторі супроводжував сили вторгнення до Лінгайєн, які здійснили висадку в ніч проти 24 грудня. Разом із 6 есмінцями він прикривав 1-й транспортний загін, що включав 27 транспортів та рухався з Такао (наразі Гаосюн на Тайвані).
За кілька діб Наторі прибув на Тайвань, де його залучили до охорони Третього малайського конвою із 56 транспортів, який мав доправити чергову партію японських військ на півострів Малакка (вторгнення сюди почалось ще 8 грудня, у день нападу на Перл-Гарбор — тільки по інший бік лінії зміни дат). Конвой рушив 31 (за іншими даними — 28) грудня, при цьому, окрім Наторі, його охороняли 14 есмінців (4 з них у підсумку відділились та попрямували до Гонконгу, проте замість них прибули 3 інші). В якийсь момент з конвою виокремився загін, що рушив до Бангкоку, проте основна частина транспортів 8 січня прибула до Сінгори (наразі Сонгкхла) в одній з найпівденніших провінцій Сіаму поблизу кордону з британською Малаєю. 12 січня Наторі прибув до бухти Камрань (центральна частина в'єтнамського узбережжя), а за кілька діб повернувся до Тайваню.
29 січня 1942-го Наторі вийшов з Такао та 1 лютого прибув до Камрані. За ним у супроводі есмінців 5-ї ескадри пройшли в чотирьох ешелонах 55 транспортів, які перевозили сили, приготовані для висадки на заході острова Ява. 18 лютого зібрані в Камрані судна (тепер їх стало 56) вийшли в море та попрямували на південь, при цьому охорону конвою на першому етапі забезпечували Наторі та 10 есмінців (серед них усі 8 із 5-ї ескадри). Надалі в районі островів Анамбас (дві з половиною сотні кілометрів на північний схід від Сінгапура) до них приєднались ще один легкий крейсер та 5 есмінців.
На завершальному етапі при підході до районів висадки великий конвой розділився, при цьому Наторі та 6 есмінців попрямували із 27 транспортами на захід від Батавії (наразі Джакарта) до затоки Бантам. Висадка відбулася в ніч проти 1 березня і саме біля Бантам-Бей відбулось зіткнення з ворожими крейсерами, які намагались вирватись у Індійський океан після поразки в битві в Яванському морі (відоме як бій у Зондській протоці). Невдовзі після опівночі один з есмінців помітив силуети двох ворожих кораблів, а за дев'ять хвилин те саме побачили й з Наторі. Виконавши наказ командувача японського загону, Наторі відійшов від ворога та разом з двома есмінцями почав готуватись до скоординованої атаки. Через 1 годину та 4 хвилини після того, як з крейсера помітили кораблі союзників, Наторі вступив у бій (на той час він тривав уже більш ніж пів години, оскільки частині японських есмінців довелось екстрено втрутитись для захисту транспортів). Всього через хвилину Наторі взяв участь у торпедній атаці та випустив 4 торпеди, втім, про якісь влучання внаслідок цього невідомо. Невдовзі в бій вступили 2 важкі крейсери, а торпеди есмінців почали досягати цілі. За 46 хвилин після першої торпедної атаки Наторі, біля якого згрупувались кілька есмінців, був готовий провести ще одну, проте на той момент один з ворожих кораблів уже затонув, а інший майже втратив здатність до спротиву. Як наслідок, командир японського загону віддав наказ зайнятись охороною транспортів.
Вдень 1 березня 1942-го біля Бантам-Бей нідерландський підводний човен атакував та пошкодив танкер «Цурумі». Наторі разом з двома есмінцями контратакували глибинними бомбами та доповіли про високу ймовірність знищення ворожої субмарини (насправді HNLMS K XV не лише вціліла, але й у підсумку пережила війну).
10 березня 1942-го 5-ту ескадру есмінців розформували, а Наторі включили до 16-ї дивізії крейсерів. Наприкінці місяця його залучили до участі в операції з заволодіння островом Різдва, що лежить в Індійському океані за три з половиною сотні кілометрів на південь від західної частини Яви. 26 березня крейсер вийшов з Макасару (південно-західний півострів острова Целебес) та попрямував до Бантам-Бей, звідки 29 березня вийшов загін, в якому, окрім Наторі, були ще два легкі крейсери та 7 есмінців. Висадка відбулась 31 березня і практично не зустріла спротиву. Втім, біля острова діяв американський підводний човен «Сівулф». Вранці 1 квітня він випустив три торпеди по Наторі, проте не поцілив. Зате ввечері того ж дня субмарина змогла поцілити торпедою крейсер «Нака». Корабель не затонув, проте втратив здатність самостійно пересуватись. 2 квітня Наторі повів його буксирі, при цьому есмінці «Мінегумо» та «Нацугумо» забезпечували охорону. 3 квітня загін дістався затоки Бантам, де Нака став на аварійний ремонт.
Протягом наступних двох місяців Наторі ніс службу в Індонезії та відвідав (деякі не по одному разу) Батавію, Макассар, Таракан (центр нафтовидобутку на північно-східному узбережжі острова Борнео), Сурабаю (Східна Ява). 9—17 червня крейсер здійснив перехід з останньої до Майдзуру (обернене до Японського моря узбережжя острова Хонсю), де витратив кілька тижнів на ремонт.
10 липня 1942-го Наторі знову рушив до Південно-Східної Азії, 20 числа прибув до Сурабаї, а 24—31 липня здійснив перехід звідси до бірманського порту Мергуй (наразі М'єй на східному узбережжі Андаманського моря), де збирались кораблі для рейду до Індійського океану. Втім, через висадку союзників на Гуадалканалі рейд скасували, а більшість зібраних для цього сил спрямували до Океанії. Втім, Наторі залишився у регіоні, побував у Пенанзі (важлива база на західному узбережжі півострова Малакка), Сінгапурі, Сурабаї, Макассарі, Давао (південне узбережжя філіппінського острова Мінданао), а 3—9 вересня здійснив перехід із останнього до Сасебо (західне узбережжя острова Кюсю), де знову пройшов короткочасний ремонт.
23 вересня — 2 жовтня 1942-го Наторі вчергове пройшов до Південно-Східної Азії, де перебував майже вісім місяців. За цей час крейсер відвідав (деякі не по одному разу) Сурабаю, Макассар, Амбон, Таракан, на початку листопада взяв участь у взятті під контроль островів Танімбар (між Тимором та південно-західним узбережжям Нової Гвінеї), у другій половині листопада — на початку грудня разом зі ще двома крейсерами готувався до відбиття десанту на Тимор (японське командування отримало хибну інформацію про це від італійської розвідки), а наприкінці грудня доставив війська до порту Голландія (наразі Джаяпура) на північному узбережжі Нової Гвінеї.
8 січня 1943-го Наторі перебував на Ломблені (невеликий острів північніше від Тимора), звідки вийшов для допомоги торпедному катеру «Томодзуру», який за кілька діб до того втратив хід після нальоту ворожої авіації біля західного узбережжя Нової Гвінеї. Вранці 9 січня неподалік від Амбону Наторі помітили з американського підводного човна «Тоутог». Одна з двох випущених торпед уразила крейсер в кормову частину, загинуло 7 членів екіпажу. Втім, хоча швидкість Наторі й упала, він зміг полишити місце атаки, а ще дві випущені з «Тоутог» торпеди не завдали йому шкоди. Того ж дня Наторі прибув на Амбон (що стосується «Томодзуру», то його 12 січня привів на Амбон на буксирі інший торпедний катер).
21 січня 1943-го Наторі все ще перебував на Амбоні, який того дня став ціллю для авіації. Унаслідок близького вибуху 224-кг бомби розпочалось протікання. Того ж дня крейсер покинув Амбон у супроводі мінного загороджувача «Аотака» і 23 січня прибув до Макассару, де кілька днів проходив аварійний ремонт. 27—31 січня Наторі в супроводі легкого крейсера «Кіну» перейшов до Сінгапуру, де до 24 травня проходив ремонт. Наприкінці травня крейсер полишив Південно-Східну Азію та 1 червня прибув до Майдзуру (обернене до Японського моря узбережжя Хонсю). Тут відбулась завершальна фаза відновлення, яка затягнулась аж до 1 квітня 1944-го. При цьому підсилили зенітне озброєння шляхом встановлення спареної 127-мм установки та двох строєних установок 25-мм автоматів. Водночас демонтували дві гармати головного калібру та катапульту для літака.
25—30 квітня 1944-го Наторі перейшов до Внутрішнього Японського моря, де перебував понад місяць. При цьому з 15 травня крейсер став флагманським кораблем 3-ї ескадри ескадрених міноносців. 5—11 червня 1944-го Наторі здійснив перехід з Куре до Давао, куди доправив загін протиповітряної оборони. 16—17 червня Наторі пройшов на Палау (західна частина Каролінських островів), куди також доставив війська.
Тим часом 12 червня 1944-го американці розпочали операцію із заволодіння Маріанськими островами, які розглядались японським командуванням як складова частина основного оборонного периметра імперії. Головні сили японського флоту вийшли для контратаки, причому Наторі 18 червня приєднався до охорони групи постачання (до того її два загони охороняли 6 есмінців). У битві 19—20 червня у Філіппінському морі японці зазнали важкої поразки, проте Наторі не взяв участі в цих подіях, оскільки вже 19 червня відокремився і 22 червня прибув до Маніли.
26—28 червня 1944-го Наторі перейшов до Давао, де два тижні ніс сторожову службу. 12—13 липня крейсер пройшов до Палау, де прийняв на борт призначений для евакуації персонал та 14—15 липня здійснив зворотний перехід до Давао. 20—21 липня Наторі знову пройшов на Палау, де прийняв на борт для евакуації вісім сотень служниць військових борделів, а вже 22 числа повернувся до Давао. 29—31 липня Наторі перейшов до Маніли, де пройшов короткостроковий доковий ремонт.
12 серпня 1944-го крейсер вийшов у рейс до Палау, маючи на борту військовослужбовців та здійснюючи ескортування швидкохідного транспорту (десантного судна) T.3. Через інформацію про появу у Філіппінському морі ворожих кораблів конвой двічі повертався із протоки Сан-Бернардіно до Себу (центральна частина філіппінського архіпелагу) і лише з третьої спроби пройшов нею 17 серпня. У перші години 18 серпня за п'ять сотень кілометрів на схід від протоки Наторі був атакований американським підводним човном «Хардхед». Одна з п'яти торпед першого залпу влучила у крейсер у районі машинного відділення, після чого Наторі втратив хід. За п'ятдесят хвилин «Хардхед» дав другий залп із чотирьох торпед та поцілив крейсер однією. За три години після першої атаки з Наторі надійшло повідомлення, що він рухається сам зі швидкістю 6 вузлів. Втім, завдані кораблю пошкодження виявились вельми серйозними і ще через 1,5 години Наторі затонув, загинуло 330 членів екіпажу.
На пошуки вцілілих спрямували три есмінці, а 20 числа це ж завдання дістали легкий крейсер та есмінець, які прямували з Палау на Філіппіни. Втім, всі ці пошуки виявились безрезультатними. 30 серпня 1944-го 183 моряки змогли дістатись на рятувальних човнах до острова Мінданао, при цьому на шляху туди 10 членів екіпажу померли. 31 серпня американський підводний човен «Стінгрей» підібрав 4 моряків з Наторі, а 12 вересня есмінець «Маршалл» підібрав ще 44 особи з рятувального човна (на останньому за три місяці перебування в морі померло 12 моряків).